# Benicio del Toro

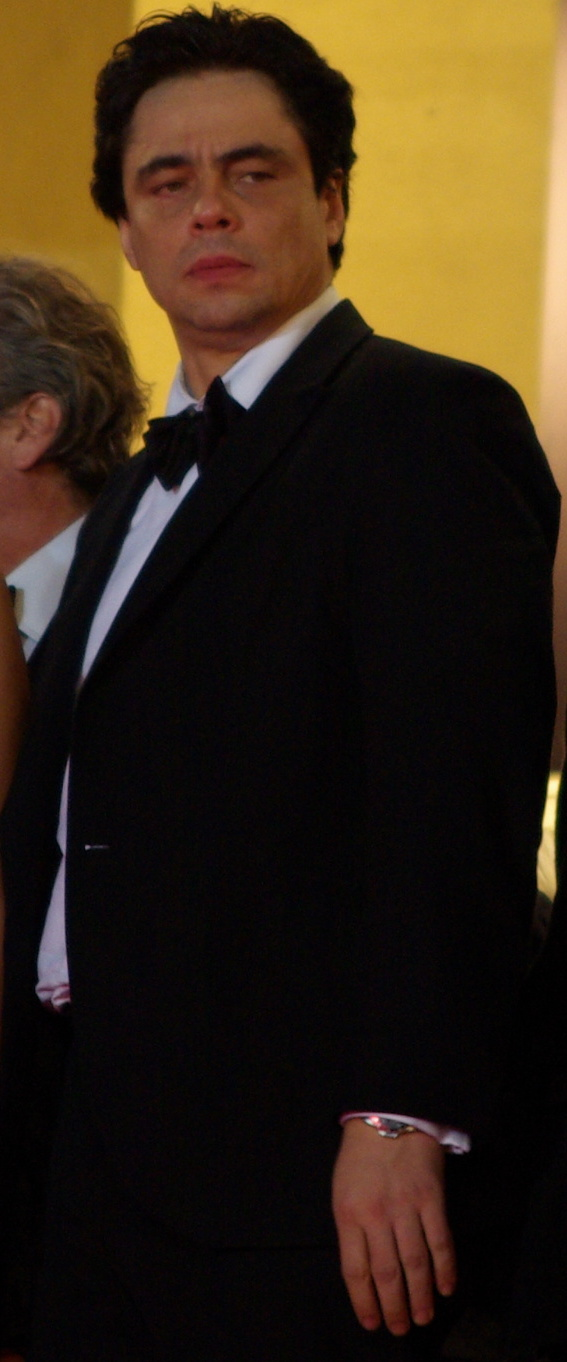
Benicio del Toro

Benicio Monserrate Rafael del Toro Sánchez (n. 19 februarie 1967, San Germán⁠(d), Puerto Rico, SUA), cunoscut mai mult ca Benicio del Toro, este un actor american. A câștigat Premiul Oscar pentru cel mai bun actor în rol secundar în anul 2001.

## Filmografie
| An   | Titlu                                               | Rol                             | Note |
| ---- | --------------------------------------------------- | ------------------------------- | --- |
| 1988 | Big Top Pee-wee                                     | Duke, the Dog-Faced Boy         | |
| 1989 | Licence to Kill                                     | Dario                           | |
| 1991 | The Indian Runner                                   | Miguel Aguilera                 | |
| 1992 | Christopher Columbus: The Discovery                 | Alvaro Harana                   | |
| 1993 | Fearless                                            | Manny Rodrigo                   | |
| 1993 | Huevos de oro                                       | Bob, prietenul din Miami        | Aka Golden Eggs |
| 1993 | Money for Nothing                                   | Dino Palladino                  | |
| 1994 | Swimming with Sharks                                | Rex                             | |
| 1994 | China Moon                                          | Det. Lamar Dickey               | |
| 1995 | The Usual Suspects                                  | Fred Fenster                    | - Independent Spirit Award for Best Supporting Male - National Board of Review Award for Best Cast |
| 1996 | The Funeral                                         | Gaspare Spoglia                 | |
| 1996 | The Fan                                             | Juan Primo                      | |
| 1996 | Cannes Man                                          | El însuși                       | Cameo |
| 1996 | Basquiat                                            | Benny Dalmau                    | Independent Spirit Award for Best Supporting Male |
| 1996 | Joyride                                             | Detective López                 | |
| 1997 | Excess Baggage                                      | Vincent Roche                   | Nominalizare — ALMA Award for Outstanding Individual Performance in a Crossover Role in a Feature Film |
| 1998 | Fear and Loathing in Las Vegas                      | Dr. Gonzo aka Óscar Zeta Acosta | |
| 2000 | Traffic                                             | Javier Rodríguez                | - Academy Award for Best Supporting Actor - BAFTA Award for Best Actor in a Supporting Role - Blockbuster Entertainment Award for Favorite Supporting Actor - Drama - Chicago Film Critics Association Award for Best Supporting Actor - Chlotrudis Award for Best Supporting Actor - Florida Film Critics Circle Award for Best Supporting Actor - Golden Globe Award for Best Supporting Actor - Motion Picture - Kansas City Film Critics Circle Award for Best Supporting Actor - Las Vegas Film Critics Society Award for Best Supporting Actor - National Society of Film Critics Award for Best Supporting Actor - New York Film Critics Circle Award for Best Supporting Actor - Online Film Critics Society Award for Best Supporting Actor - Screen Actors Guild Award for Outstanding Performance by a Male Actor in a Leading Role - Screen Actors Guild Award for Outstanding Performance by a Cast in a Motion Picture - San Diego Film Critics Society Award for Best Supporting Actor - Silver Bear for Best Actor - Southeastern Film Critics Association Award for Best Supporting Actor - Toronto Film Critics Association Award for Best Actor - Vancouver Film Critics Circle Award for Best Supporting Actor - Nominalizare — Phoenix Film Critics Society Award for Best Supporting Actor - Nominalizare — Satellite Award for Best Supporting Actor - Motion Picture - Nominalizare — Los Angeles Film Critics Association Award for Best Supporting Actor - Nominalizare — Dallas-Fort Worth Film Critics Association Award for Best Supporting Actor - Nominalizare — Empire Award for Best Actor |
| 2000 | The Way of the Gun                                  | Longbaugh                       | |
| 2000 | Snatch                                              | Franky 'Four Fingers'           | |
| 2000 | Bread and Roses                                     | Himself                         | Cameo |
| 2001 | The Pledge                                          | Toby Jay Wadenah                | Nominalizare — ALMA Award for Outstanding Supporting Actor in a Motion Picture |
| 2003 | 21 Grams                                            | Jack Jordan                     | - Independent Spirit Awards - Special Distinction Award - International Cinephile Society Award for Best Supporting Actor - Iowa Film Critics Award for Best Supporting Actor - Italian Online Movie Award for Best Supporting Actor - Venice Film Festival - Audience Award - Washington D.C. Area Film Critics Association Award for Best Supporting Actor - Nominalizare — Academy Award for Best Supporting Actor - Nominalizare — Broadcast Film Critics Association Award for Best Supporting Actor - Nominalizare — BAFTA Award for Best Actor in a Leading Role - Nominalizare — Chicago Film Critics Association Award for Best Supporting Actor - Nominalizare — Phoenix Film Critics Society Award for Best Supporting Actor - Nominalizare — Los Angeles Film Critics Association Award for Best Supporting Actor - Nominalizare — Satellite Award for Best Supporting Actor - Nominalizare — Screen Actors Guild Award for Outstanding Performance by a Male Actor in a Supporting Role - Nominalizare — Vancouver Film Critics Circle Award for Best Supporting Actor |
| 2003 | The Hunted                                          | Aaron Hallam                    | |
| 2005 | Sin City                                            | Jack Rafferty                   | Nominalizare — ALMA Award for Outstanding Actor in a Motion Picture |
| 2007 | Things We Lost in the Fire                          | Jerry Sunborne                  | |
| 2008 | Che                                                 | Che Guevara                     | De asemenea și producător - 2008 Cannes Film Festival Best Actor Award - Goya Award for Best Actor - Nominalizare — Online Film Critics Society Award for Best Actor |
| 2010 | The Wolfman                                         | Lawrence Talbot/The Wolfman     | De asemenea și producător |
| 2010 | Somewhere                                           | El însuși                       | |
| 2011 | The Upsetter: The Life & Music of Lee Scratch Perry | Naratorul                       | |
| 2012 | Savages                                             | Lado                            | |
| 2012 | 7 Days in Havana                                    |                                 | Regizor |
| 2013 | Jimmy Picard                                        | Jimmy Picard                    | |
| 2013 | Untitled Terrence Malick Project                    | TBA                             | Post-producție |
| 2013 | Paradise Lost                                       | Pablo Escobar                   | Regizat de Andrea Di Stefano. |
| 2013 | Thor: The Dark World                                | Taneleer Tivan/The Collector    | Cameo necreditat |
| 2014 | Inherent Vice                                       | Sauncho Smilax                  | Filmare |
| 2014 | The Little Prince                                   |                                 | Filmare; Voce |
| 2014 | Agent: Century 21                                   | Gilberto 'El Padre' Duran       | Pre-producție |
| 2014 | Guardians of the Galaxy                             | Taneleer Tivan/The Collector    | Post-producție |
| 2014 | How the Light Gets In                               |                                 | Anunțat |

### Filme de scurtmetraj
| An   | Titlu                                         | Rol                    | Note                             |
| ---- | --------------------------------------------- | ---------------------- | -------------------------------- |
| 1995 | Submission                                    |                        | Regizor, scenarist și producător |
| 2005 | Trailer for a Remake of Gore Vidal's Caligula | Naevius Sutorius Macro | Cinci minute                     |
| 2005 | That's So New York                            | El însuși              | Trei minute                      |
| 2012 | Savages: The Interrogations                   | Lado                   |                                  |

### Televiziune
| An   | Titl                          | Rol                  | Note                               |
| ---- | ----------------------------- | -------------------- | ---------------------------------- |
| 1987 | Shell Game                    | Pedroza              | Episodul: The Upstairs Gardener    |
| 1987 | Miami Vice                    | Pito                 | Episodul: "Everybody's in Showbiz" |
| 1987 | Private Eye                   |                      | Episodul: "Blue Movie"             |
| 1990 | Drug Wars: The Camarena Story | Rafael Caro Quintero | Toate episoadele                   |
| 1994 | Tales from the Crypt          | Bill                 | Episodul: "The Bribe"              |
| 1995 | Fallen Angels                 | Paco                 | Episodul: "Good Housekeeping"      |
| 2008 | Todos Contra Juan             | El însuși            | Episodul: "Juan & La Critica"      |

## Premii selective
| An   | Premiu                             | Nominalizare                     | Film               |
| ---- | ---------------------------------- | -------------------------------- | ------------------ |
| 1995 | Independent Spirit Award           | Best Supporting Actor win        | The Usual Suspects |
| 1996 | Independent Spirit Award           | Best Supporting Actor win        | Basquiat           |
| 2000 | Academy Award                      | Best Supporting Actor win        | Traffic            |
| 2000 | Berlin International Film Festival | Silver Bear for Best Actor win   | Traffic            |
| 2000 | British Academy Awards (BAFTA)     | Best Supporting Actor win        | Traffic            |
| 2000 | Chicago Film Critics Association   | Best Supporting Actor win        | Traffic            |
| 2000 | Golden Globe                       | Best Supporting Actor win        | Traffic            |
| 2000 | National Society of Film Critics   | Best Supporting Actor win        | Traffic            |
| 2000 | New York Film Critics Circle       | Best Supporting Actor win        | Traffic            |
| 2000 | Screen Actors Guild                | Best Actor win                   | Traffic            |
| 2000 | Toronto Film Critics Association   | Best Actor win                   | Traffic            |
| 2003 | Academy Award                      | Best Supporting Actor nomination | 21 Grams           |
| 2003 | Chicago Film Critics Association   | Best Supporting Actor nomination | 21 Grams           |
| 2003 | L.A. Film Critics Association      | Best Supporting Actor win        | 21 Grams           |
| 2003 | Screen Actors Guild                | Best Supporting Actor nomination | 21 Grams           |
| 2008 | Cannes Film Festival               | Best Actor win                   | Che                |